# USS Sampson (DD-394)
USS Sampson (DD-394) là một tàu khu trục lớp Somers được Hải quân Hoa Kỳ chế tạo vào giữa những năm 1930. Nó là chiếc tàu chiến thứ hai của Hải quân Hoa Kỳ được đặt tên theo Chuẩn đô đốc William T. Sampson (1840–1902), người chiến thắng Trận Santiago de Cuba trong Chiến tranh Tây Ban Nha-Hoa Kỳ. Sampson đã phục vụ trong suốt Chiến tranh Thế giới thứ hai, ngừng hoạt động sau khi chiến tranh kết thúc, và bị bán để tháo dỡ vào năm 1946.

## Thiết kế và chế tạo
Sampson được đặt lườn tại xưởng tàu của hãng Bath Iron Works ở Bath, Maine vào ngày 8 tháng 4 năm 1936. Nó được hạ thủy vào ngày 16 tháng 4 năm 1938; được đỡ đầu bởi bà Louisa Smith Thayer; và được đưa ra hoạt động tại Xưởng hải quân Boston vào ngày 19 tháng 8 năm 1938 dưới quyền chỉ huy của Hạm trưởng, Trung tá Hải quân W. Granat.

## Lịch sử hoạt động

### Trước chiến tranh
Sau chuyến đi chạy thử máy tại vùng biển Châu Âu trong tháng 10 và tháng 11 năm 1938, Sampson quay trở về Boston, Massachusetts, nơi nó được điều động về Lực lượng Chiến trận trực thuộc Hạm đội Hoa Kỳ. Nó khởi hành từ Boston vào ngày 8 tháng 3 năm 1939 để tham gia cuộc cơ động phối hợp hạm đội tại vùng biển ngoài khơi Cuba và Puerto Rico; rồi quay trở về Yorktown, Virginia vào ngày 12 tháng 4, trước khi rời Hampton Roads vào ngày 20 tháng 4 để đi sang vùng bờ Tây Hoa Kỳ.
Sampson đi đến San Diego, California vào ngày 12 tháng 5 năm 1939 và trải qua một năm tiếp theo thực hành chiến thuật dọc theo bờ Tây từ cảng này, tham gia các cuộc thực hành chiến trận phối hợp và cơ động của Lực lượng Chiến trận ngoài khơi quần đảo Hawaii từ ngày 1 tháng 4 đến ngày 20 tháng 6 năm 1940. Nó rời San Diego vào ngày 5 tháng 7 để quay trở lại vùng bờ Đông Hoa Kỳ, đặt căn cứ tại Norfolk, Virginia nơi nó đến vào ngày 20 tháng 7. Sau đó nó di chuyển tại vùng biển Caribe từ ngày 14 tháng 11 đến ngày 15 tháng 12, đưa một phái đoàn chính phủ đi khảo sát kinh tế khu vực Tây Ấn thuộc Anh.
Sampson sau đó tiếp tục hoạt động từ Norfolk, tham gia các cuộc Tuần tra Trung lập dọc theo vùng bờ Đông và đến nhiều cảng thuộc vùng biển Caribe, di chuyển xa về phía Bắc đến tận vịnh Placentia, Newfoundland. Vào ngày 3 tháng 9 năm 1941, nó khởi hành từ Boston hộ tống các đoàn tàu vận tải và truy tìm tàu ngầm đối phương dọc theo các tuyến đường hàng hải giữa Newfoundland và Iceland. Nó đi đến Hvalfjordur Fjord, Iceland vào ngày 16 tháng 9 và rời cảng này vào ngày 23 tháng 10 hộ tống một đoàn tàu buôn vốn về đến Boston vào ngày 4 tháng 11.

### Thế Chiến II

#### 1942-1943
Với việc Nhật Bản bất ngờ tấn công Trân Châu Cảng thúc đẩy Hoa Kỳ tham gia chiến tranh, Sampson tuần tra cùng với Warrington (DD-383) ngoài khơi Newport, Rhode Island từ ngày 23 tháng 12 năm 1941 đến ngày 12 tháng 1 năm 1942, khi cả hai chiếc tàu khu trục hướng đến vùng kênh đào Panama. Sampson đi đến Balboa vào ngày 17 tháng 1 để gia nhập Lực lượng Đông Nam Thái Bình Dương tại đây. Nó đã tham gia vào việc tìm kiếm từ ngày 25 đến ngày 29 tháng 1 chiếc tàu ngầm S-26 (SS-131), vốn bị đắm ở độ sâu 290 ft (88 m) trong đêm 24 tháng 1 do va chạm với chiếc PC-460 tại vị trí cách 12 nmi (22 km) về phía Tây đảo San José trong vịnh Panama.
Vào ngày 1 tháng 2, Sampson khởi hành từ Balboa hộ tống một đoàn tàu gồm 12 tàu chuyển quân; và đến ngày 12 tháng 2, nó tách khỏi đoàn tàu để trinh sát đảo Marquesa. Nó đi đến Bora Bora thuộc quần đảo Society vào ngày 18 tháng 2, và tuần tra ngoài khơi cảng Teavanui cho đến ngày 9 tháng 3, khi nó lên đường cùng với tàu tuần dương Trenton để đi Panama, đi đến Balbao vào ngày 23 tháng 3. Chiếc tàu khu trục trải qua một năm tiếp theo trong một loạt các cuộc tuần tra và càn quét từ Balbao cho đến vùng biển ngoài khơi Nam Mỹ, ghé qua các cảng Guayaquil, Ecuador; Valparaiso, Chile và Callao, Peru; xen kẻ với các chuyến hộ tống không thường xuyên từ Balbao đến Society và quần đảo Galapagos.
Sampson quay trở về Balboa sau chuyến đi cuối cùng dọc bờ biển Nam Mỹ vào ngày 7 tháng 5 năm 1943; và đã rời cảng vào ngày 23 tháng 5 trong thành phần hộ tống một đoàn tàu chuyển quân đến Great Roads, Nouméa thuộc New Caledonia, đến nơi vào ngày 13 tháng 6. Ngày hôm sau, nó lên đường đi Bora Bora, quần đảo Society, quay trở lại Nouméa cùng một đoàn tàu vận tải chuyển quân vào ngày 8 tháng 7. Hai ngày sau, nó lên đường đi đến điểm gặp gỡ ngoài khơi Pago Pago, Samoa; gặp gỡ tàu khu trục Warrington tại đây, rồi tiếp tục đi Trân Châu Cảng, đến nơi vào ngày 20 tháng 7.
Vào ngày 27 tháng 7, hai chiếc tàu khu trục rời Trân Châu Cảng hộ tống bốn tàu chuyển quân Lục quân hướng đi Australia, đi đến Sydney vào ngày 8 tháng 8. Nó khởi hành vào ngày hôm sau, và đi đến Nouméa, New Caledonia vào ngày 12 tháng 8 năm 1943. Trong những tháng tiếp theo, Sampson luân chuyển căn cứ hoạt động giữa Nouméa và Espiritu Santo thuộc quần đảo New Hebride, thường xuyên thực hiện các chuyến đi đến Guadalcanal hoặc vịnh Purvis, Florida tại quần đảo Solomon. Trong đêm 2-3 tháng 10, đang khi hộ tống một đoàn tàu vận tải đi từ Nouméa đến Espiritu Santo, nó đã bắn vào một tàu ngầm đối phương; và sau khi đối thủ lặn xuống đã tiếp tục tấn công bằng mìn sâu, tạo ra một vệt dầu loang lớn.

#### 1944
Vào ngày 15 tháng 3 năm 1944, Sampson rời Espiritu Santo trong thành phần một lực lượng bốn tàu khu trục bảo vệ cho các tàu sân bay hộ tống Natoma Bay (CVE-62) và Manila Bay (CVE-61). Cuối ngày hôm đó, có thêm bốn thiết giáp hạm và nhiều tàu khu trục cùng tham gia đội hình. Lực lượng này đã bắn phá Kavieng, New Ireland cùng các sân bay lân cận trong một cuộc bắn phá phối hợp không kích vào ngày 20 tháng 3, trong khi Trung đoàn 4 Thủy quân Lục chiến tiến hành đổ bộ mà không gặp kháng cự để chiếm đóng đảo Emirau, một căn cứ có thể giám sát rộng khắp bờ biển phía Bắc của New Ireland. Sau khi bảo vệ cho các tàu sân bay hộ tống trong khi chúng không kích xuống Kavieng và hỗ trợ trên không cho các đoàn tàu vận tải tăng viện đi đến Emirau, nó gia nhập một đoàn tàu vận tải tại cảng Purvis, đảo Florida để hộ tống chúng đi Espiritu Santo. Vào ngày 11 tháng 4, nó tiếp nhận thủy thủ đoàn vũ trang của chiếc tàu buôn Titan, bị mắc cạn tại dãi san hô Cook và chuyển họ đến Celtic thuộc cảng Havannah, Efate, New Hebrides.
Sampson rời cảng Havannah vào ngày 17 tháng 4, và sau khi hộ tống chiếc Ataseosa đi đến bãi Kukum, đã đi đến ngoài khơi Tenaru thuộc Guadalcanal vào ngày 20 tháng 4 gặp gỡ các tàu chở quân và đi đến vịnh Borgen thuộc đảo New Britain vào ngày 25 tháng 4. Sau khi hộ tống một đoàn tàu vận tải khác chuyển quân giữa Guadalcanal và vịnh Borgen, nó đi đến vịnh Purvis, rồi lên đường hướng đến vịnh Milne, New Guinea, đến nơi vào ngày 11 tháng 5. Tại đây, nó gia nhập Đệ thất Hạm đội, và đang khi ở tại mũi Sudest, New Guinea vào ngày 20 tháng 5, nó trở thành soái hạm của Chuẩn đô đốc W. M. Fechteler, Tư lệnh Lực lượng Đặc nhiệm 77. Nó chuyển đến vịnh Humboldt, Hollandia, New Guinea vào ngày 22 tháng 5. Ba ngày sau, Thiếu tướng Horace H. Fuller, Tư lệnh Sư đoàn 41 Bộ binh lên tàu cùng với ban tham mưu của ông. Đô đốc Fechteler chỉ huy các thành phần hải quân và lực lượng đổ bộ cho cuộc tấn công lên Bosnik ở đảo Biak thuộc quần đảo Schouten; trong khi Thiếu tướng Fuller chỉ đạo các lực lượng trên bờ. Lực lượng đặc nhiệm lên đường chiều tối hôm đó, và Sampson cùng với lực lượng tấn công của nó đi đến ngoài khơi Bosnik trước bình minh ngày 27 tháng 5.
Sau cuộc bắn phá, lực lượng bắt đầu đổ bộ; ba tàu tuần dương đã bắn đạn pháo 6-inch xuống một sân bay Nhật Bản về phía Tây bãi đổ bộ, trong khi các tàu khu trục nhắm vào các mục tiêu gần khu vực đổ bộ. Xế chiều ngày 27 tháng 5, bốn máy bay hai động cơ Nhật Bản xuất hiện, được tiếp đón bởi hỏa lực phòng không cả ngoài biển lẫn trên bờ. Hai chiếc đã bị bắn cháy và rơi, một chiếc khác bay khỏi sau khi bị bắn cháy. Phi công của chiếc thứ tư, sau khi bị bắn cháy, đã tìm cách đâm vào Sampson sau khi bị hỏa lực phòng không bắn mất một phần cánh; nó sượt qua cầu tàu của Sampson, rồi đầu cánh của nó chạm xuống nước khi nó lao vào chiếc SC-699. Chiếc tàu săn tàu ngầm bốc cháy, nhưng đám cháy được kiểm soát không lâu sau đó. Đến 17 giờ 07 phút, Sampson rời Bosnik cùng tám tàu đổ bộ LST và nhiều tàu khác, và đi đến Humboldt vào ngày hôm sau.
Sampson khởi hành từ mũi Sudest vào ngày 5 tháng 6, ghé qua Samoa và quần đảo Society trên đường đi Cristóbal, Panama, nơi nó trình diện để phục vụ cùng Hạm đội Đại Tây Dương vào ngày 25 tháng 6. Ba ngày sau, nó lên đường trong thành phần hộ tống cho một tàu chở quân, và đi đến Xưởng hải quân New York vào ngày 4 tháng 7. Nó trở thành soái hạm của Đại tá Hải quân H. T. Read, Tư lệnh Lực lượng Đặc nhiệm 63 vào ngày 19 tháng 7, và chuyển đến Hampton Roads vào ngày 21 tháng 7 chuẩn bị cho nhiệm vụ hộ tống vượt Đại Tây Dương. Ba ngày sau, nó khởi hành như là soái hạm lực lượng hộ tống cho Đoàn tàu UGS-49, vốn đi đến Bizerte, Tunisia vào ngày 13 tháng 8. Nó quay trở về New York hộ tống một đoàn tàu đi sang hướng Tây vào ngày 8 tháng 9, rồi tiếp tục thực hiện bốn chuyến khứ hồi sang khu vực Địa Trung Hải, trước khi quay trở về Boston vào ngày 19 tháng 5 năm 1945.

#### 1945
Sampson tiếp tục ở lại Xưởng hải quân Boston cho đến ngày 1 tháng 7, khi nó lên đường đi vịnh Chesapeake. Nó đi đến Annapolis, Maryland vào ngày 3 tháng 7, đón lên tàu học viên sĩ quan cho một chuyến đi huấn luyện, và ra khơi vào ngày 7 tháng 7 cùng một đội đặc nhiệm để tập trận ngoài khơi Cuba, Puerto Rico và Virginia Capes cho đến ngày 30 tháng 7, khi nó quay về Hampton Roads. Nó lại khởi hành từ Norfolk vào ngày 19 tháng 8 để hoạt động huấn luyện ngoài khơi vịnh Guantánamo, quay trở về Xưởng hải quân Philadelphia sau chuyến đi này vào ngày 16 tháng 9 để chuẩn bị ngừng hoạt động.

### Sau chiến tranh
Sampson được cho xuất biên chế vào ngày 1 tháng 11 năm 1945. Tên nó được rút khỏi danh sách Đăng bạ Hải quân vào ngày 28 tháng 11, và nó bị bán để tháo dỡ vào ngày 29 tháng 3 năm 1946.

## Phần thưởng
Sampson được tặng thưởng một Ngôi sao Chiến trận do thành tích phục vụ trong Chiến tranh Thế giới thứ hai.